# Миланов, Мартин
Мартин Миланов (род. 10 июня 1978, София, НРБ) — болгарский профессиональный хоккеист и тренер.

## Биография
Мартин Миланов родился 10 июня 1978 года в Софии. Сын хоккейного тренера Георгия Миланова и чемпионки Болгарии по лыжному спорту Антоанетты Златарёвой. Воспитанник хоккейного клуба «Славия», выступал за молодёжную команду. В 2000 году дебютировал в высшей лиге. Выступал за команду с 2000 по 2011 год, сезон 2011/12 выступал за софийское «Динамо». В следующем сезоне вновь вернулся в «Славию», где в 2013 году завершил карьеру игрока. Чемпион Болгарии 2001, 2002, 2004, 2005, 2008 и 2009 года, обладатель кубка Болгарии 2001, 2002, 2003, 2004, 2005, 2008 и 2009 года, лучший бомбардир болгарской лиги 2008 и 2009 года.
Выступал за болгарскую сборную на чемпионатах мирах в низших дивизионах турнира, выступал в квалификации к Зимним Олимпийским играм 2006 года.
С 2011 по 2015 год руководил командами софийской «Славии» до 16 и 18 лет. С 2015 года возглавляет взрослую софийскую команду. Является Президентом ассоциации хоккея Болгарии и председателем Балканской хоккейной лиги.